# Gonomyia (Leiponeura) apiculata
Gonomyia (Leiponeura) apiculata is een tweevleugelige uit de familie steltmuggen (Limoniidae). De soort komt voor in het Afrotropisch gebied.